# Potentilla argaea
Potentilla argaea är en rosväxtart som beskrevs av Pierre Edmond Boissier och Bal.. 
Potentilla argaea ingår i Fingerörtssläktet som ingår i familjen rosväxter.

## Underarter
Arten delas in i följande underarter:
- P. a. laxa
- P. a. typica